# Nierówność Markowa
Nierówność Markowa – nierówność używana w rachunku prawdopodobieństwa, która wynika bezpośrednio z nierówności Czebyszewa.

## Twierdzenie
Dla każdej zmiennej losowej {\displaystyle X} o wartości oczekiwanej {\displaystyle E(X)} i dla każdego {\displaystyle \varepsilon >0} oraz {\displaystyle p>0{:}}
{\displaystyle P(|X|\geqslant \varepsilon )\leqslant {\frac {E(|X|^{p})}{\varepsilon ^{p}}}.}

## Dowód
Nierówność Markowa wynika bezpośrednio z podstawienia w nierówności Czebyszewa {\displaystyle |X|^{p}} zamiast {\displaystyle X} oraz {\displaystyle \varepsilon ^{p}} zamiast {\displaystyle \varepsilon ,} której to nierówności dowód jest podany w dotyczącym jej artykule.
Jest tak, ponieważ dla {\displaystyle p>0} zachodzi {\displaystyle |X|^{p}\geqslant \varepsilon ^{p}\iff X\geqslant \varepsilon } (w założeniach nierówności Czebyszewa było {\displaystyle X\geqslant 0}).